# Алоизия
Алоизия (лат. Aloysia) — род южноамериканских цветковых растений семейства Вербеновые (Verbenaceae).
Род назван в честь королевы Испании Марии Луизы Пармской.

## Ботаническое описание
Алоизия близка к роду Липпия (Lippia), но отличается от него более длинным, кудрявым колоском, маленькими узкими покровными листочками и по большей части сильно опушённой чашечкой.
Эти полукустарники снабжены лозовидными веточками, расположенными противоположно или венчиком, жёсткими листьями и трубковидным околоцветником, косой четырёхлопастный край которого приближается к типу двугубых цветков.

## Значение и применение
Алоизия трёхлистная (Aloysia citriodora Orteg.) (Перу) названа так по лимонному запаху своих листьев и часто культивируется в холодных оранжереях под именем «пуншевого растения» (Punschpflanze); иногда ею пользуются для придания аромата чаю.
На юге Испании распространена как садовое растение.

## Таксономия

### Классификация
Род Алоизия входит в семейство Вербеновые (Verbenaceae) порядка Ясноткоцветные (Lamiales).
|  |                                      |  |                                                             |                                                             |                      |  | ещё 21 семейство (согласно Системе APG II) |                    |                    |                |
|  |                                      |  |                                                             |                                                             |                      |  |                                            |                    |                    | около 44 видов |
|  |                                      |  |                                                             | порядок Ясноткоцветные                                      |                      |  |                                            |                    | род Алоизия        |                |
|  |                                      |  |                                                             | порядок Ясноткоцветные                                      |                      |  |                                            |                    | род Алоизия        |                |
|  | отдел Цветковые, или Покрытосеменные |  |                                                             |                                                             | семейство Вербеновые |  |                                            |                    |                    |                |
|  | отдел Цветковые, или Покрытосеменные |  |                                                             |                                                             |                      |  |                                            |                    |                    |                |
|  |                                      |  | ещё 44 порядка цветковых растений (согласно Системе APG II) | ещё 44 порядка цветковых растений (согласно Системе APG II) |                      |  |                                            | ещё около 35 родов | ещё около 35 родов |                |
|  |                                      |  |                                                             | ещё 44 порядка цветковых растений (согласно Системе APG II) |                      |  |                                            |                    | ещё около 35 родов |                |

### Виды
Согласно данным сайта Королевских ботанических садов Кью, род насчитывает 44 вида:
| - Aloysia aloysioides Loes. & Molenke, (1941) - Aloysia axillaris J.R.I.Wood, (2009) - Aloysia ayacuchensis Moldenke, (1958) - Aloysia barbata (Brandegee) Moldenke, (1940) - Aloysia brasiliensis Moldenke, (1949) - Aloysia casadensis Hassl. & Moldenke, (1949) - Aloysia castellanosii Moldenke, (1940) - Aloysia catamarcensis Moldenke, (1942) - Aloysia chamaedryfolia Cham., (1832) - Aloysia chiapensis Moldenke, (1947) - Aloysia citriodora Palau, (1784) — Алоизия трёхлистная - Aloysia crenata Moldenke, (1963) - Aloysia decipiens Ravenna, (2007) - Aloysia decorticans Ravenna, (2007) - Aloysia densispicata (K.Koch & C.D.Bouche) Moldenke, (1965) - Aloysia dodsoniorum Moldenke, (1982) - Aloysia dusenii Moldenke, (1940) - Aloysia famatinensis Ravenna, (2007) - Aloysia fiebrigii (Hayek) Moldenke, (1937) - Aloysia foncki (Phil.) Moldenke, (1941) - Aloysia gentryi Moldenke, (1980) - Aloysia gratissima (Gillies & Hook.) Tronc., (1962) | - Aloysia hatschbachii Moldenke, (1969) - Aloysia krapovickasii Moldenke, (1981) - Aloysia leptophylla Loes. & Moldenke, (1941) - Aloysia lomaplatae Ravenna, (2006) - Aloysia looseri Moldenke, (1940) - Aloysia macrostachya (Torr.) Moldenke, (1934) - Aloysia minthiosa Moldenke, (1941) - Aloysia nahuire Gentry & Moldenke, (1941) - Aloysia naviculata Ravenna, (2007) - Aloysia oblanceolata Moldenke, (1949) - Aloysia polygalifolia Cham., (1832) - Aloysia polystachya (Griseb.) Moldenke, (1940) - Aloysia pulchra (Briq.) Moldenke, (1934) - Aloysia reichii Moldenke, (1940) - Aloysia salviifolia (Hook. & Arn.) Moldenke, (1940) - Aloysia scorodonioides (Kunth) Cham., (1832) - Aloysia sonorensis Moldenke, (1965) - Aloysia spathulata (Hayek) Moldenke, (1934) - Aloysia ternifolia Moldenke, (1947) - Aloysia unifacialis Ravenna, (2006) - Aloysia virgata (Ruiz & Pav.) Juss., (1806) - Aloysia wrightii A.Heller, (1906) |